# Castell d'or
El Castrum Auri o Castell d'or va ser un castell que estava situat a Santpedor.

## Descripció
Probablement es trobava al Serrat de Castellnou, en l'anomenada Costa de la Vila. Ha desaparegut qualsevol rastre que faci suposar res del seu bastiment. Devia ésser una gran fortificació que presidia l'alou comtal de Santpedor. La inexistència de cap vestigi suggereix la possibilitat que fos construït de fusta, encara que també s'apunta una altra hipòtesi, la que prefigura una construcció de pedra, destruïda durant la ràtzia d'al-Mansur l'any 999 quan va arrasar Manresa. Les seves restes podien haver servit de parament de l'església i mas de Torrabadal, al terme de Castellnou de Bages. En qualsevol cas, abandonat pacíficament o violentament, apareix ben aviat documentat el Castell Nou, al terme de Buc.
Tot i que no queden restes del castell, sí que en va subsistir la cisterna, situada a uns vint metres més avall en direcció nord, si bé actualment no es veu ja que a la dècada del 1980 va ser omplerta de terra. Segons l'estudiós de patrimoni medieval Xavier Sitjes i Molins, que la va documentar abans que fos tapada, la cisterna té una forma més o menys triangular, amb els angles arrodonits, i mesura 1,80 m per 1,60 m. És excavada a terra, amb les parets de pedres irregulars, més llargues que altes, i devia tenir una coberta de falsa volta (com la de les barraques de vinya), de la qual se'n veia l'arencada. Una escala de lloses encastades a la paret permetien baixar-hi fins al fons. La cisterna devia rebre l'aigua de la pluja per algun regueró que la recollia del voltant del castell. L'estudiós creu que la funció de la cisterna era la de proveir aigua a la fortalesa, ja que en aquella zona el terreny és de tapàs, no apte per al conreu.

### Possible relació amb Guifré el Pilós

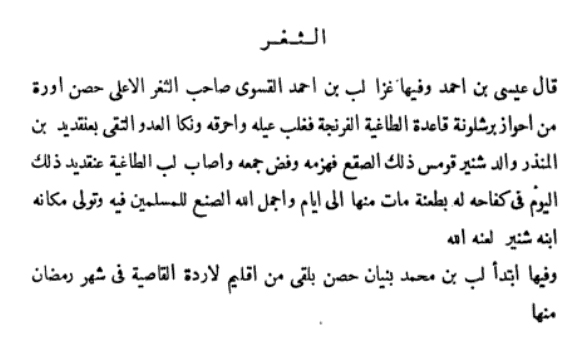
L'historiador andalusí Abu-Marwan ibn Hayyan al-Qurtubí (Còrdova, 987- ibídem, 1075) narrà la mort del comte Guifré de Barcelona en la seva obra Al-Muqtabis fi Tarikh al-Andalus